# 레이첼 디필로
레이첼 디필로(Rachel DiPillo, 1991년 1월 26일 ~ )는 미국의 배우, 텔레비전 배우, 영화배우이다.
플린트에서 태어났다.

## 방송
- 시카고 메드 시즌3
- 시카고 메드 시즌2
- 시카고 메드
- 게이츠
- 빅 타임 러쉬 1

## 영화
- 리커버리 (2015년)
- 시카고 메드 (2015년)
- 안녕, 프랭크 (2014년) - 로라 역
- 울프맨 : 비스트 헌터 (2012년) - 에바 역
- 엘레: 현대의 신데렐라 이야기 (2010년)
- 빅 타임 러쉬 시즌1 (2009년) - 프리티 걸 역